# National-Liberale Partei (Libanon)

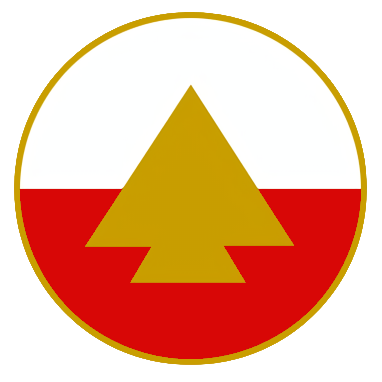
Emblem der Nationalliberalen Partei

Die National-liberale Partei (Abkürzung NLP, arabisch حزب الوطنيين  الأحرار Ḥizb al-waṭaniyyīn al-aḥrār, französisch Parti national libéral) ist eine politische Partei im Libanon, die vom ehemaligen Staatsoberhaupt Libanons Camille Chamoun 1958 gegründet wurde. Sie wird im Moment (Stand: 2006) von Dory Chamoun, seinem Sohn, geführt.

## Politische Ausrichtung
Die Partei hat eine harte Haltung hinsichtlich der Bewahrung der libanesischen Unabhängigkeit angenommen und ist ein Wächter des Liberalismus und respektiert das Recht auf freie Meinungsäußerung und Religionsfreiheit. Wie die meisten politischen Organisationen im Libanon steht die NLP auf konfessioneller Grundlage. Sie hat hauptsächlich Christen als Anhänger.

## Geschichte
Während des libanesischen Bürgerkriegs von 1975 bis 1990 stand die NLP in einer Reihe mit der hauptsächlich maronitischen christlichen Allianz, welche die Libanesische Nationalbewegung (LNM) bekämpfte. Sie hatte ihre eigene bewaffnete Miliz, die Tiger-Miliz. 1977 verbündete sich die NLP mit der Kata’ib-Partei (auch Phalange genannt) und der Libanesischen Erneuerungspartei (LRP) und bildete die Libanesische Front, eine politische Koalition. In ähnlicher Weise wurden die Milizen unter einem zentralen Kommando vereinigt, den Forces Libanaises unter dem Führer der Phalange Bachir Gemayel. 1980 wandte sich Gemayel gegen die Tigers und schaltete in einer Ûberraschungsaktion die Miliz aus, auf Wunsch von Camille Chamoun, sagen manche. Die NLP als Partei bestand allerdings fort.
2005 war die NLP Teil der Qurnat-Schahwan-Sammlung, die gegen die syrische Anwesenheit im Libanon war; sie verließ das Bündnis aber, weil sie andere Regierungsmitglieder der Korruption verdächtigte.